# 対戦たっきゅう
対戦たっきゅう（たいせん たっきゅう）は、サクセスが制作した携帯用ゲーム。

## 概要
- ソフトバンクモバイル対応。
- 方向キーでラケットを操作する。必殺技は決定キーで使う。
- 声優があてられているが、声が出るのはラケットで打ち返すときのみである（出ないこともある）。

## 登場人物
石堂慶太（森岳志）
必殺技は「シュートラケット」

内田りさ（白石涼子）
必殺技は「優柔不断アタック」

マッスル岡崎（森岳志）
必殺技は「マッスルファイアー」

西園寺レイカ（斉藤貴美子）
必殺技は「ローズテンペスト」

梅（斉藤貴美子）
必殺技は「闘魂炸裂」

ガチャリン（今野宏美）
必殺技は「ホーミングミサイル」

厳造（藤本たかひろ）
必殺技は「消える魔球」

謎のパンダ（白石涼子）
必殺技は「四川風中華流星撃」